# Joanna Mary Boyce
Joanna Mary Boyce (Londres 7 de desembre de 1831, 15 de juliol de 1861) també coneguda pel seu nom de casada Joanna Mary Wells, fou una pintora britànica coneguda pels seus retrats, escenes de gènere i paisatges. Tant ella com el seu germà George Price Boyce, també pintor especialitzat en aquarel·les i paisatges, estan associats amb els prerrafaelites.

## Trajectòria com a pintora
Va néixer en el si d'una família relacionada amb l'art, el seu pare, George Boyce, era marxant i el seu germà Geroge Price, també fou pintor.
En un primer moment la seva inclinació per la pintura la va portar a ser autodidacta no podent iniciar fins als 18 anys la seva formació artística formal, inicialment a l'escola del Sr. Gary (en 1849), posteriorment en la del Sr. Leigh (en 1852). I també va ser alumna del pintor i professor de pintura francès Thomas Couture.
Durant la primavera de l'any 1852 visita París amb el seu pare, qui va morir a l'any següent, sumint-la en una gran  tristesa. La seva primera obra, Elgiva, el dibuix d'un cap de dona, va ser exhibida en la Royal Academy of Arts en 1855, i va aconseguir la lloança del crític d'art John Ruskin en el seu primer fullet de l'acadèmia, malgrat no saber res de l'artista. Gràcies a aquesta primera obra va començar a ser reconeguda com una pintora de talent.

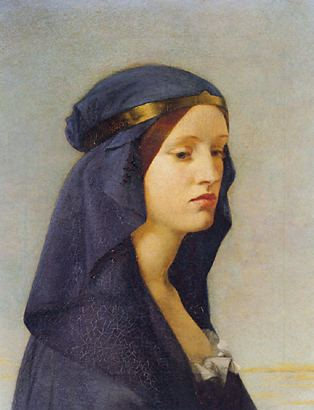
Elgiva

Més tard, en 1855, torna a París, i és en aquest moment en el qual estudia amb Couture. En 1857 inicia un viatge per Itàlia entre 1857 i 1858, durant la seva estada a Roma es casa amb el també pintor Henry Tanworth Wells, a qui va conèixer en 1849, quan ella estudiava pintura amb el mestre David Coix, en Betws-i-Coed, en el nord de Gal·les.
El seu matrimoni no va suposar l'abandó de la seva carrera de pintora, de fet a Roma va començar un quadre important, The Boys 'Crusade, i va executar diversos esbossos i estudis.
A finals de març de 1858 va tornar a Anglaterra on comença “Peep-bo”, una pintura qualificada com a “deliciosa”. Aprofita el seu retorn a Anglaterra per viatjar per diferents llocs del país inspirant-se, així, a la tardor de 1858 va estar en el pujol de Hoimbury en Surrey prop del pujol de Leith, on pinta el seu quadre de “The Outcast” (Els Marginats), després poèticament titulat “No joy the blowing season gives “ (No hi ha alegria en la temporada de vent), que va ser rebutjat en la Reial Acadèmia i després va exposar en l'Exposició d'Hivern juntament amb “Do I like butter?” (M'agrada la mantega?), estudi d'una nena preguntant-se això mateix.
En l'Exposició de l'Acadèmia d'aquest any, tres dels seus quadres (Peep-bo, Heather-gatherer i La Veneziana, tots ells quadres de gran grandària i diversa excel·lència), van ser catalogats pels crítics.
Malgrat ser una gran paisatgista, amb obres destacades com a “Illa Wight” o l'obra costumista, “The departuire”, el gran nombre de busts que va pintar va fer que certs cercles la qualifiquessin com a “pintora de caps”.
Joanna va tenir una mort primerenca, sobrevinguda pel postpart del seu tercer fill, el 15 de juliol de 1861. En morir d'aquesta manera tan inesperada va deixar obres per acabar com Cretchen, una pintura que representa a un personatge del Faust de Goethe, una jove seduïda i destruïda, amb una misteriosa serenitat. En 1935 es va realitzar una exposició individual de la seva obra en la Tate Gallery.
En l'actualitat es poden contemplar molt poques obres d'aquesta pintora prerrafaelita, ja que les seves obres més importants es van destruir en els bombardejos al territori anglès, durant la segona guerra mundial.

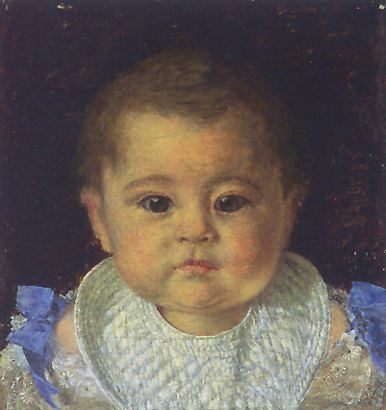
Retrat de Sidney Wells
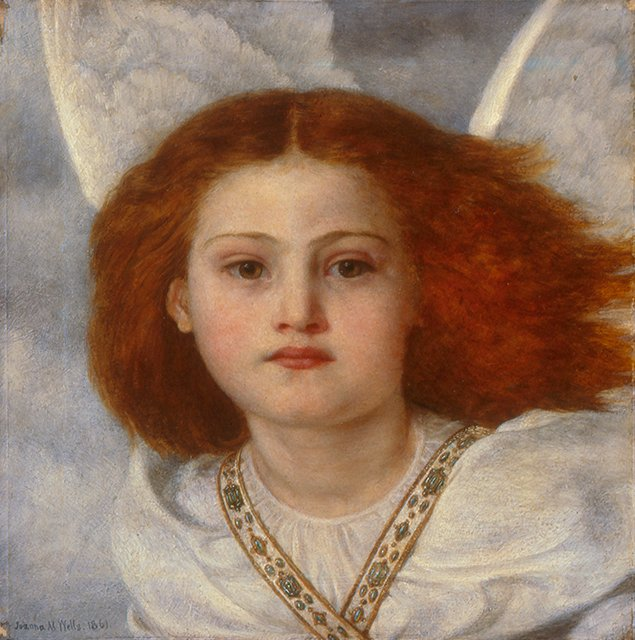
Bird of God
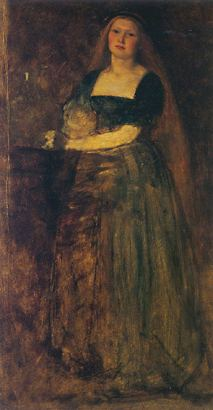
Gretchen
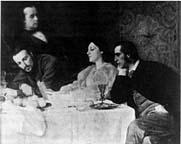
Family of the Artist
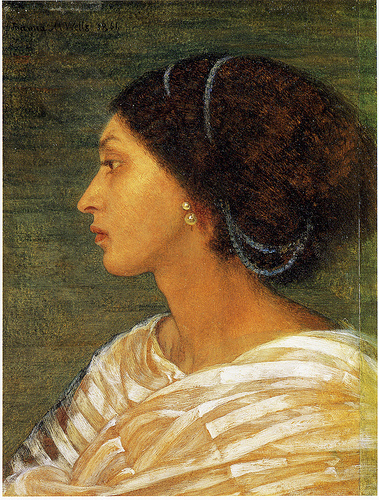
Retrat de Mrs. Edwards